# ¿Dónde está Elisa? (telenovela chilena)
¿Dónde está Elisa? es una telenovela chilena creada por Pablo Illanes y emitida por Televisión Nacional de Chile en 2009. La trama gira en torno a la crisis que origina la desaparición de Elisa, la mayor de las tres hijas de un matrimonio de clase alta, quienes después de 17 años de vida en común ven derrumbarse todas sus certezas tras este hecho. La lista de sospechosos del secuestro es larga, contándose entre ellos familiares, compañeros de estudios y amigos de ella.
Se estrenó el 21 de abril de 2009 y finalizó el 4 de noviembre del mismo año, tras 112 capítulos emitidos, con revuelo a nivel nacional y uno de los mayores índices de audiencia en la historia de la televisión chilena con un promedio de 46 puntos de rating. Mientras que en su final marcó 51 puntos y una peak de 57 puntos. Posteriormente, la telenovela fue emitida en varios países y se crearon nuevas versiones en naciones como Colombia, Corea del Sur, Estados Unidos, India y Turquía, entre otros.
Los guiones de ¿Dónde está Elisa? fueron escritos por Pablo Illanes, Nona Fernández, Hugo Morales y Josefina Fernández, mientras que la dirección estuvo a cargo de Rodrigo Velásquez y Claudio López de Lérida. Las grabaciones comenzaron el 14 de agosto de 2008 y finalizaron en abril de 2009. El 8 de junio de 2017 la telenovela fue reestrenada por TVN en uno de sus canales oficiales de Youtube. Seguido de esto, fue retransmitida durante el segundo semestre de 2020.
Es la producción chilena más vendida al extranjero de la historia, siendo exhibida en varios países de América, y en muchos de países de Europa y otros de Asia, produciéndose varios doblajes en Albania, Armenia, Croacia, Eslovaquia, Eslovenia, República Checa, Polonia, y Serbia.En Asia se transmitió en cadenas locales de Corea del Sur, Filipinas, Israel, y Turquía, y en canales satélitales de televisión abierta internacionales en Tayikistán, Afganistán, e Irán.

## Argumento
Tras la celebración del cumpleaños de Raimundo Domínguez (Francisco Melo), Elisa (Monserrat Prats), una de sus tres hijas, decide ir a una fiesta en la noche con sus primos pero por desgracia nunca vuelve a casa. Desde entonces la vida de la familia Domínguez cambia para siempre al considerarse a Elisa como desaparecida por las autoridades. Ante esto, su madre Francisca Correa (Sigrid Alegría) y su padre Raimundo emprenden una búsqueda en la cual desconfían de cada miembro de la familia, de conocidos, extrabajadores de Raimundo y amigos del ambiente de fiesta que ella frecuentaba antes de desaparecer.
Con el paso del tiempo, las pistas que van dando con el paradero de Elisa van aumentando y con ello comienzan a revelarse los secretos de todos los personajes. Algunos comienzan a tener paranoias, salen a relucir historias del pasado, resurgen temas que antes estaban dados por superados y empiezan las recriminaciones. La crisis de la familia Domínguez se comienza a extender a otros personajes como Consuelo Domínguez (Paola Volpato) cuya relación con Bruno Alberti (Francisco Reyes) se comienza a desarmar pese a fingir que todo está bien o la relación tensa de Olivia Domínguez (Francisca Imboden) con su marido Ignacio Cousiño (Álvaro Morales) debido a la actitud de su hijo Sebastián Cousiño (Christian Sève).
Cuando se comienzan a agotar las opciones de encontrar a Elisa, pese a la infinidad de recursos que posee la familia Domínguez, la situación se vuelve aún más caótica ya que los miembros de la misma familia comienzan a desconfiar de ellos mismos.

## Reparto
- Francisco Melo como Raimundo Domínguez
- Sigrid Alegría como Francisca Correa
- Álvaro Rudolphy como Camilo Rivas
- Alejandra Fosalba como Pamela Portugal
- Francisco Reyes como Bruno Alberti[9]
- Paola Volpato como Consuelo Domínguez[10]
- Álvaro Morales como Ignacio Cousiño[11]
- Francisca Imboden como Olivia Domínguez
- Mauricio Pešutić como Néstor Salazar
- Patricia López como Adriana Castañeda[12]
- Andrés Velasco como Nicolás Errázuriz
- Juan José Gurruchaga como Esteban Briceño[13]
- Bárbara Ruiz-Tagle como Juana Ovalle[14]
- César Caillet como Javier Goyeneche[15]
- Montserrat Prats como Elisa Domínguez
- Christian Sève como Sebastián Cousiño
- Nicolás Pérez como Gaspar Alberti
- Paulette Sève como Florencia Alberti

## Realizadores
- Dirección de Programación TVN: Vicente Sabatini
- Dirección de Producción TVN: Pablo Ávila
- Dirección de Área Dramática TVN: María Eugenia Rencoret
- Guion: Pablo Illanes
- Producción General: Daniela Demicheli
- Dirección General: Rodrigo Velásquez
- Coordinación de Producción: Mauricio Campos
- Dirección de Unidad: Claudio López de Lérida
- Edición: Héctor Gómez Alday

## Producción

### Casting
En primeras instancias, Julio Milostich encarnaría a Bruno Alberti, papel que declinó tras un escándalo mediático que provocó su salida de la producción. A su reemplazo, Bastián Bodenhöfer negoció con Televisión Nacional para interpretar a Alberti. Finalmente, el rol cayó en manos de Francisco Reyes.

## Filtración del episodio final
El 27 de septiembre de 2009, el diario La Tercera publicó fotografías del episodio final de ¿Dónde está Elisa? Esto causó que Televisión Nacional pusiera una querella contra el periódico. Las fotografías no habían sido filtradas de Internet, sino que fueron tomadas por un estudiante de periodismo que se encontraba realizando una práctica en el área de prensa y que aprovechaba de entrar a los estudios de filmación de la telenovela. Allí sacó las fotografías con su celular y las almacenó en un pendrive. El estudiante extravió el pendrive en el Metro y un periodista del diario las publicó. Mientras estaba en juicio, la Policía de Investigaciones de Chile allanó su casa y en su computador se encontraron muchas más fotos de la serie, por lo que el joven fue condenado a pagar una multa a TVN.[cita requerida]

## Premios
¿Dónde está Elisa? fue premiada como la mejor teleserie en el Banff World Television Festival Rockie Awards que se realizó en Canadá entre el 13 y el 16 de junio de 2010. La producción fue seleccionada entre 900 trabajos audiovisuales provenientes de 43 países. También estuvo presente en los Seúl Drama Awards, en Corea del Sur, donde se llevó el «Premio Especial del Jurado» entre 172 programas de 43 países distintos.

## Emisión internacional
- Afganistán: Farsi1.[6]
- Albania: Top Channel.[7][6]
- Armenia: Shant TV.[6]
- Canadá: TLN.[6]
- Corea del Sur: TvN.[6]
- Croacia: Zone Romantica.[8]
- Estados Unidos: Pasiones TV.[6]
- Filipinas: ABS-CBN y Studio 23.[6]
- Irán: Farsi1.[6]
- Israel: Viva Platina.[6]
- Paraguay: Canal 13.
- República Dominicana: Antena Latina.
- Rusia: Zone Romantica Russia.[8]
- Serbia: Zone Romantica.[8]
- Uruguay: Canal 10.[7][6]
- México: MVS 52.[6]
- Panamá: TVN.[6]
- Polonia: Zone Romantica.[8]
- Tayikistán: Farsi1.[6]

## Versiones
- ¿Dónde está Elisa?: Producción de estadounidense de Telemundo emitida desde el 8 de marzo hasta el 10 de agosto de 2010. Es protagonizada por Sonya Smith, Gabriel Porras y Jorge Luis Pila. Obtuvo un éxito similar a la original y al momento de su término se convirtió en la telenovela más vista de Telemundo,[23] asimismo fue el programa en idioma español más popular de su horario en la televisión estadounidense.[24] Posteriormente se transmitió en varios países con éxito.
- Kızım Nerede?: Producción turca de Medyavizyon y transmitida por ATV en 2010 que fue protagonizada por Ece Uslu, Hüseyin Avni Danyal y Burak Hakkı.[25][26]
- Nasaan Ka Elisa?: Producción filipina de ABS-CBN emitida desde el 12 de septiembre de 2011 hasta el 13 de enero de 2012 protagonizada por Agot Isidro, Albert Martínez, Joem Bascon, Viña Morales, Eric Fructuoso y Melissa Ricks. A nivel internacional fue retransmitida por The Filipino Channel.
- ¿Dónde está Elisa?: Producción colombiana transmitida por RCN Televisión en 2012 que fue protagonizada por Cristina Umaña, Juan Pablo Gamboa y Jorge Enrique Abello.
- Kŭde e Magi? (en cirílico: Къде е Маги?): Versión búlgara emitida en BTV entre 2012 y 2013 que fue protagonizada por Georgi Staykov, Sofia Kuseva-Cherneva, Paraskeva Jukelova, Atanas Srebrev, Ivan Barnev, Margita Gosheva y Vladimir Luzkanov.
- Laut Aao Trisha (en hindi: लौट आओ तृषा): Producción india emitida por Life OK desde el 21 de julio de 2014 hasta el 24 de abril de 2015. Fue protagonizada por Nalini Negi, Sumeet Vyas y Gurpreet Bedi. Obtuvo altos índices de audiencia.[27]
- Secreto de familia (en hangul: 가족의 비밀; romanización revisada Gajokui bimil): Adaptación surcoreana escrita por Lee Do-hyun, producida por Group 8 y emitida por la señal de suscripción tvN desde el 27 de octubre de 2014 hasta el 30 de abril de 2015. Fue protagonizada por Shin Eun-kyung, Kim Seung-soo, Cha Hwa-yeon y Ryu Tae-joon.
- Onde Está Elisa?: Versión portuguesa de Plural Entertainment para Televisão Independente emitida desde el 17 de septiembre de 2018 hasta el 20 de marzo de 2020 en tres temporadas. Fue protagonizada por Heidi Berger, Ana Cristina de Oliveira y António Pedro Cerdeira.
- Buscando a Frida: Nueva versión estadounidense producida por Telemundo Global Studios y Argos Comunicación que fue emitida por Telemundo desde el 26 de enero hasta el 24 de mayo de 2021.[28] Es protagonizada por Eduardo Santamarina, Ximena Herrera y Arap Bethke.[29] A diferencia de la versión original esta tuvo cambios de guion con un desarrollo alternativo y un final inconcluso.[30]

## Retransmisiones
¿Dónde está Elisa? fue retransmitida en la señal nacional de TVN desde el 10 de agosto hasta el 30 de diciembre de 2020, por primera vez desde su emisión original en 2009. Esta reposición contó con una edición diferente que tuvo menor cantidad de episodios —finalizó tras 62 emisiones ya que varias escenas de las tramas secundarias fueron eliminadas— y un desarrollo de la historia principal con mayor velocidad.